# Бичок різенський
Бичок різенський, Ponticola rizensis, є Понто-Каспійським представником родини Gobiidae. Відзначається виключно в потоці Іїдере (тур. İyidere), біля міст Ризе (свою назву вид отримав на честь цього міста) і Трабзон, Туреччина. Бентопелагічна прісноводна риба. Мешкає в потоці з прісною, стрімкою водою і галечним дном, на висоті 11 м над рівнем моря і 3,4 км від моря проти течії потоку.